# سالت لیک سیتی
سالت لیک سیتی (انگلیسی: Salt Lake City) مرکز ایالت یوتا آمریکاست و شهر بزرگ این ایالت می‌باشد. نام این شهر در واقع برگرفته از دریاچه نمک یوتا است که در انگلیسی به آن دریاچه بزرگ نمک (به انگلیسی: Great salt lake) می‌گویند. این شهر در ۱۸۷۴ به‌دست  مورمون‌ها بنیاد نهاده شد.

## ورزش
بازی‌های المپیک زمستانی ۲۰۰۲ در این شهر میزبانی شد، و تیم بسکتبال یوتا جز و نیز تیم فوتبال رئال سالت لیک از این شهر است.

## مراکز علمی-فرهنگی

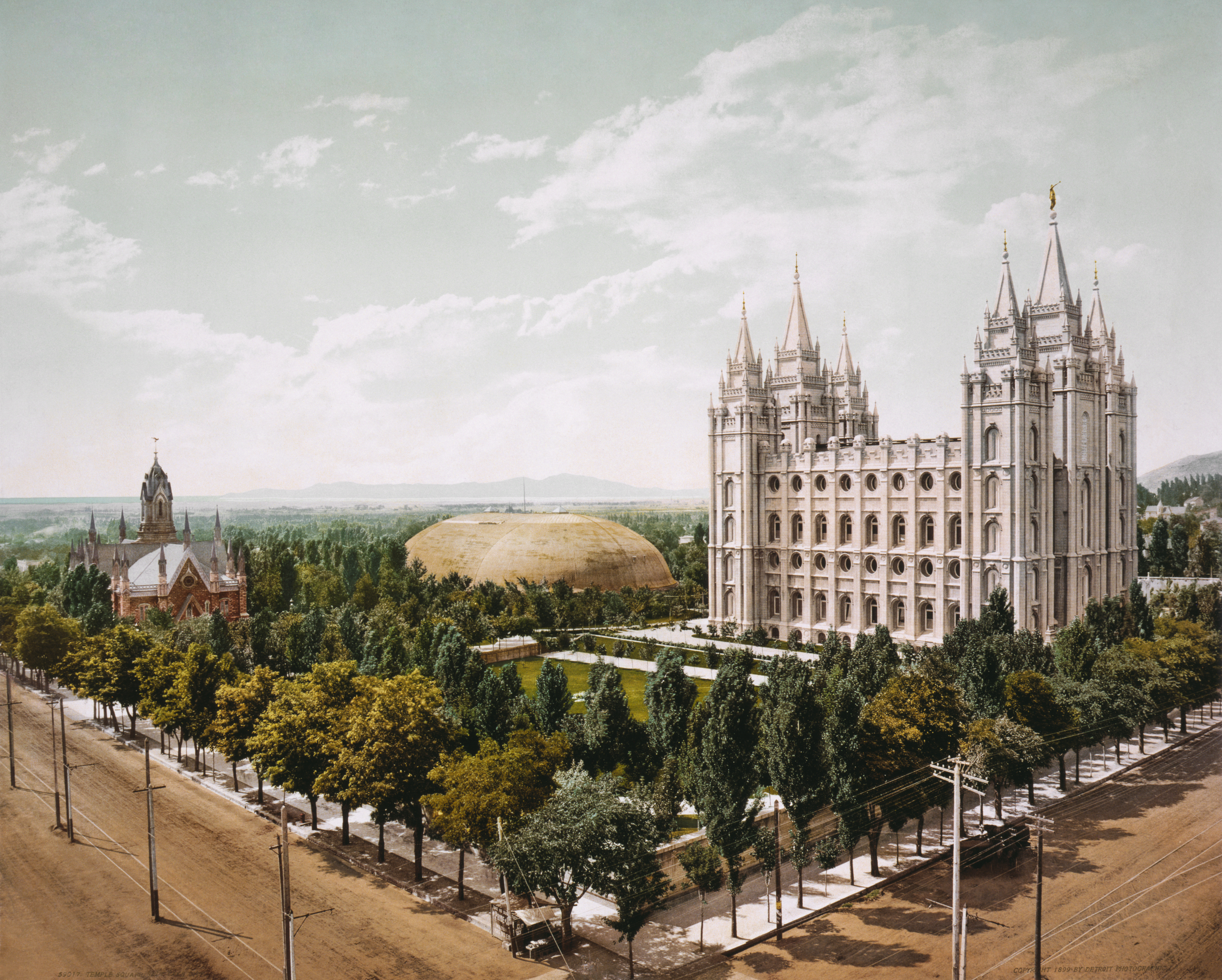
میدان معبد مجتمعی به مساحت ۴ هکتار است که متعلق به کلیسای عیسی مسیح مقدسین آخرین زمان (کلیسای LDS)، در مرکز سالت لیک سیتی، یوتا است. استفاده از این نام به تدریج تغییر کرده و شامل چندین کلیسا دیگر می‌شود که بلافاصله در مجاورت میدان معبد قرار دارند. معبد سالت لیک، خیمه سالت لیک سیتی، سالن اجتماعات سالت لیک سیتی، بنای یادبود مرغ دریایی، و دو مرکز بازدیدکنندگان در میدان معبد قرار دارند. این میدان در سال ۱۹۶۴ با به رسمیت شناختن دستاورد مورمون‌ها در شهر یوتا، به عنوان منطقه تاریخی ملی تعیین شد.

- دانشگاه یوتا